# Mozodiel de Sanchiñigo
Mozodiel de Sanchiñigo es una localidad y una entidad local menor española perteneciente al municipio de Villamayor, dentro de la provincia de Salamanca, comunidad autónoma de Castilla y León. En 2018 la localidad contaba con una población de 26 habitantes.

## Topónimo
En 1265 la localidad se denominaba Moçudiel de Sanchenego. El término Mozodiel es probablemente de origen árabe, derivado de la voz Mascûd. Aunque se desconoce a quien hace referencia exactamente el Sanchíñigo, cabe la posibilidad de que proceda de Sancho Íñiguez, que fue un magnate del siglo X cercano al rey Ordoño IV de León.

## Fiestas
Las fiestas municipales se celebran el honor a San Salvador, teniendo lugar el último sábado de agosto. Es tradición el concurso de lanzamiento de azada, que consiste en arrojar este artilugio la más lejos posible empleando una técnica concreta. Hasta la fecha el ganador del título en más ocasiones es Félix de Colsa, lanzador de la localidad.

## Historia
Fundado por los reyes leoneses en la Alta Edad Media, estos lo encuadraron en el cuarto de Armuña de la jurisdicción de Salamanca, dentro del Reino de León.
Históricamente, entidad local menor adscrita al Ayuntamiento de Castellanos de Villiquera, se adhiere al Ayuntamiento de Villamayor de Armuña a principios de 2017.

## Demografía
| Gráfica de evolución demográfica de Mozodiel de Sanchiñigo entre 2000 y 2018             |
|                                                                                          |
| Fuente: Instituto Nacional de Estadística de España - Elaboración gráfica por Wikipedia. |